# Базедов, Карл Адольф фон
Карл Адольф фон Базедов (нем. Carl Adolf von Basedow; 28 марта 1799, Дессау, Королевство Пруссия, — 11 апреля 1854, Мерзебург, Королевство Саксония) — немецкий врач.
Окончил медицинский факультет в Галле, после изучал хирургию в Париже. С 1822 до 1854 года работал в Мерзебурге окружным врачом. Известность Базедову принесла его работа с чётким характеристическим описанием 4 случаев так называемой мерзебургской триады (зоб, пучеглазие, сердцебиение). Его именем названа описанная им Базедова болезнь. Болезнь возникает в случае избытка гормонов щитовидной железы, вследствие чего глаза начинают выкатываться.